# آشنان (ایزدبانو)
اشنان، که همچنین به نام‌های ازینا یا ازینا-کوسا نیز شناخته می‌شود، ایزدبانوی جو و گندم در میان رودان بود. او و برادرش لاهار، هر دو از فرزندان انلیل، توسط خدایان آفریده شدند تا برای آنوناکی‌ها خوراک فراهم کنند، اما هنگامی که باشندگان (موجودات) آسمانی نتوانستند از فراورده‌های آنها استفاده کنند، بشریت برای اینکه بازاری برای فراورده‌های آنها باشد، ایجاد شد.